# Bois de Coulange
Le bois de Coulange est un massif forestier français d'une superficie de 800 hectares situé dans le département de la Moselle, dans la région Grand Est. Il est accessible par des chemins balisés en partant du parking de la Villa Pompéi ou du Snowhall.
Le site accueille aujourd'hui un centre touristique et thermal apparut dans les années 1970. En son centre se trouve le lac artificiel de Coulange avec ses 3 hectares, où il est possible de faire du pédalo, pêcher ou même louer des gyropodes,. Sur sa rive siège un galion faisant office de bar et de restaurant.